# Akola (Distrikt)
Der Distrikt Akola (Marathi: अकोला जिल्हा) ist einer von 35 Distrikten des Staates Maharashtra in Indien.
Die Stadt Akola ist Verwaltungssitz des Distrikts, der zur Division Amravati und zur Großregion Vidarbha zählt. Die letzte Volkszählung im Jahr 2011 ergab eine Gesamtbevölkerungszahl von 1.813.906 Menschen.

## Bevölkerung
Die städtische Bevölkerung macht 39,68 Prozent der gesamten Bevölkerung aus. Eine klar überwiegende Mehrheit der Bevölkerung sind Hindus. Die Muslime und Buddhisten sind bedeutende Minderheiten. Im Jahr 2001 waren von 1.629.633 Einwohnern 1.024.080 Hindus (62,84 Prozent), 296.272 Muslime (18,18 Prozent) und 293.184 Buddhisten (17,99 Prozent).

### Bedeutende Orte
Einwohnerstärkste Ortschaft des Distrikts ist der Hauptort Akola. Weitere bedeutende Städte mit einer Einwohnerschaft von mehr als 20.000 Menschen sind Akot, Balapur, Murtijapur, Patur, Telhara und Umri Pragane Balapur.